# Sparta in het seizoen 1956/57
Het seizoen 1956/1957 was het derde jaar in het bestaan van de Rotterdamse betaaldvoetbalclub Sparta. De club kwam uit in de Eredivisie en eindigde daarin op de achtste plaats. Tevens deed de club mee aan het toernooi om de KNVB Beker, hierin werd in de derde ronde verloren van ZFC (1–2).

## Wedstrijdstatistieken

### Eredivisie
|       | Ajax  | Amsterdam | BVV   | DOS   | Eindhoven | Elinkwijk | Sportclub Enschede | Feijenoord | Fortuna '54 | GVAV  | MVV   | NAC   | NOAD  | PSV   | Rapid JC | VVV   | Willem II |
| ----- | ----- | --------- | ----- | ----- | --------- | --------- | ------------------ | ---------- | ----------- | ----- | ----- | ----- | ----- | ----- | -------- | ----- | --------- |
| Thuis | 1 – 2 | 1 – 1     | 3 – 3 | 4 – 2 | 6 – 0     | 3 – 0     | 2 – 0              | 0 – 4      | 0 – 0       | 2 – 2 | 3 – 2 | 1 – 4 | 2 – 1 | 3 – 4 | 4 – 3    | 1 – 1 | 3 – 1     |
| Uit   | 2 – 1 | 1 – 1     | 2 – 2 | 2 – 3 | 3 – 2     | 1 – 3     | 1 – 1              | 0 – 3      | 1 – 1       | 2 – 2 | 3 – 2 | 3 – 4 | 3 – 0 | 3 – 1 | 0 – 0    | 2 – 1 | 0 – 0     |

### KNVB Beker
| 1e ronde                                       | Neptunus                                       | 1 – 4 (0 – 2) | Sparta                                                    |
| 18 augustus 1956 Plaats: Rotterdam Het Kasteel | Cor van Krimpen 60'                            |               | 38', 86' Peet Geel 39' Wim van der Gijp 88' Tonny van Ede |
| 2e ronde                                       | Xerxes                                         | 3 – 4 (1 – 0) | Sparta                                                    |
| 16 september 1956 Plaats: Rotterdam Xerxesweg  | Rinus Terlouw –' (e.d.) Arie Molenbeek 75', –' |               | 47', –' Peet Geel Ad Verhoeven Lou Benningshof            |
| 3e ronde                                       | ZFC                                            | 2 – 1 (1 – 0) | Sparta                                                    |
| 26 december 1956 Plaats: Zaandam Westzanerdijk | Rudi Michel 6' Lou de Graaf 89'                |               | 84' (e.d.) Dirk Kuijper                                   |

## Statistieken Sparta 1956/1957

### Eindstand Sparta in de Nederlandse Eredivisie 1956 / 1957
| Stand | Gespeeld | Gewonnen | Gelijk | Verloren | Punten | Doelpunten voor | Doelpunten tegen |
| ----- | -------- | -------- | ------ | -------- | ------ | --------------- | ---------------- |
| 8e    | 34       | 12       | 12     | 10       | 36     | 66              | 59               |

### Topscorers
| #      | Naam             | Goal |
| ------ | ---------------- | ---- |
| 1.     | Tonny van Ede    | 14   |
| 1.     | Peet Geel        | 14   |
| 3.     | Tinus Bosselaar  | 11   |
| 4.     | Ad Verhoeven     | 6    |
| 5.     | Wim van der Gijp | 5    |
| 5.     | Piet de Vries    | 5    |
| 7.     | Joop Daniëls     | 4    |
| 8.     | Lou Benningshof  | 3    |
| 8.     | Hans de Koning   | 3    |
| 10.    | Wim van der Waal | 1    |
| Totaal | Totaal           | 66   |

| #              | Naam               | Goal |
| -------------- | ------------------ | ---- |
| 1.             | Peet Geel          | 4    |
| 2.             | Lou Benningshof    | 1    |
| 2.             | Tonny van Ede      | 1    |
| 2.             | Wim van der Gijp   | 1    |
| 2.             | Ad Verhoeven       | 1    |
| Eigen doelpunt |                    |      |
| –              | Dirk Kuijper (ZFC) | 1    |
| Totaal         | Totaal             | 9    |

## Voetnoten
Ajax ·
Amsterdam ·
BVV ·
DOS ·
Eindhoven ·
Elinkwijk ·
Sportclub Enschede ·
Feijenoord ·
Fortuna '54 ·
GVAV ·
MVV ·
NAC ·
NOAD ·
PSV ·
Rapid JC ·
Sparta ·
VVV ·
Willem II